# 李智 (1915年)
李智（1915年—1941年9月），湖北省沔阳县（今仙桃市）人。中国共产党早期人物。

## 生平
1932年，进入武昌中华大学。1936年参加革命工作，1937年加入中国共产党。抗日战争时期，任中共潜江工委书记，新四军豫鄂挺进纵队襄南办事处主任、监利工委书记。
1941年2月，豫鄂边区党委组织部副部长孙西岐抵达潜江，组建中共潜江工作委员会和边区抗日民主政府经南办事处，李智调任潜江工委书记兼经南办事处主任，戴月、张坤伦为工委委员，李国墀为办事处顾问。1941年3月，恢复潜西、潜北、潜东各支部。与此同时，原云梦县委书记沈清（又名陈请、郭子清）奉命抵达潜江，与李智会合，筹建潜江县委和独立第十营。3月，在黑流渡召开中共潜江县党员代表大会，选举沈清任潜江县委书记兼军事部长，李智任组织部长兼统战部长，戴月任民运部长，贺其彩、张坤伦等为委员。同年4月，中共豫鄂边区党委调整部署，沈清召开潜江、江陵两县会议，成立中共江潜监中心县委，书记沈清、组织部长李智、宣传部长彭祥麟，统一领导江陵、潜江、监利三县的抗日作战。
1941年8月，县委派李智与国军驻潜江的游击部队张明富协议，一同进攻投降日军的天门保安支队曾繁涛部，但8月下旬，渔泛蜂战斗失利，张明富反与曾繁涛等伪军合作一同对共军进行围剿，独立十营跳出包围圈。部队失利后，孙冰、李智等人从事游击。9月13日，陆诗臣要陈炳心以共商抗日事宜，邀请李智、戴月、贺其彩、潘涤新、李国松五人到回龙庵保长刘益成家会谈。当时戴月已随沈清到潜西，李智接到请柬后坚持前往，并带领贺其彩、潘涤新三人抵达至保长刘益成家时，被埋伏在厢房边的保安队员绑架；与此同时负责侦查的李国登也被逮捕。李智被绑至新四军驻地黑毛塔附近，突然大喊“张明富叛变了”，迫使国军开枪杀害李智、贺其彩、李国登三人。

## 相关
- 潜江事变